# Lyssomanes parki
Lyssomanes parki är en spindelart som beskrevs av Arthur M. Chickering 1946. Lyssomanes parki ingår i släktet Lyssomanes och familjen hoppspindlar. Inga underarter finns listade i Catalogue of Life.